# Glifo

Glifos astrológicos más usados en la
astrología occidental.

Glifo maya para el décimo día del calendario tzolkin.

Un glifo (del griego γλύφω, glýfō, “esculpir o tallar”) es un signo grabado o, por extensión, escrito o pintado. Por ejemplo, los glifos de la escritura maya.
Los signos gráficos utilizados en el Antiguo Egipto se denominan jeroglíficos (del griego tallas sacras). 
Si los signos están grabados en la roca, se habla de petroglifos.
En tipografía, un glifo es una representación gráfica de un carácter, de varios caracteres o de parte de un carácter y es el equivalente actual del tipo de imprenta (la pieza que tenía grabada la letra). Un carácter es una unidad textual mientras que un glifo es una unidad gráfica. Por ejemplo, la ligadura fi se representará como un glifo en las tipografías que lo tengan, en el supuesto de que el sistema empleado en la composición lo reconozca (como TeX, los programas de maquetación en general y los procesadores con funciones tipográficas avanzadas).
Un carácter puede corresponder a varios glifos (por ejemplo, e, e y e son tres glifos para la letra “e" latina minúscula) o varios caracteres a un glifo (por ejemplo, “A” es la “a” latina mayúscula o la alfa griega mayúscula).